# Andrij Łastowecki
Andrij Łastowecki (pol. Andrzej Łastowiecki; ur. 1902, zm. 11 września 1943 we Lwowie) – ukraiński fizyk, asystent Uniwersytetu Lwowskiego (od 1929) i profesor lwowskiego Instytutu Medycznego (w latach 1939–1943).

## Życiorys
W młodości działacz Płastu, ukończył studia na Uniwersytecie Lwowskim, członek rzeczywisty Towarzystwa Naukowego im. Szewczenki (od 1930).
W latach 1935–1939 młodszy asystent w Zakładzie Fizyki Eksperymentalnej Uniwersytetu Jana Kazimierza, kierowanym przez prof. Stanisława Lorię.
Autor podręcznika fizyki dla V klasy szkół z ukraińskim językiem nauczania (1938).
W roku 1939 mianowany przez władze radzieckie profesorem fizyki Instytutu Medycznego we Lwowie. Od maja 1942 wykładowca fizyki na Państwowych Zawodowych Kursach Medyczno-Przyrodniczych (Staatliche Medizinisch-Naturwissenschaftliche Fachkurse) we Lwowie.

## Przyczyny śmierci
Dr Łastowećkyj został zastrzelony przez Kedyw we wrześniu 1943 roku w bramie domu przy ul. Wronowskich pod niesłusznym zarzutem nieprzyjmowania Polaków na studia medyczne we Lwowie.

## Ukraiński rewanż
W odwecie za zabicie profesora Łastoweckiego, w dniu 1 października 1943 na ulicy Telatyńskiej członek OUN-B strzałem z pistoletu zabił Polaka – proendeckiego profesora Bolesława Jałowego. Zabójcą prawdopodobnie był syn ukraińskiego doktora Pańczyszyna, którego podobno rozpoznał towarzyszący Jałowemu student medycyny Jan Chmiel. Po śmierci Łastoweckiego zaostrzyły się stosunki polsko-ukraińskie na Uniwersytecie, m.in. ze Lwowa wyjechał polski ortopeda, profesor Adam Gruca, a ukraiński profesor Marian Panczyszyn ze względu na doznany szok po powzięciu informacji o morderstwie dokonanym na polskim profesorze przez własnego syna ukrył się w pałacu metropolity Szeptyckiego, gdzie po kilku dniach zmarł na zawał serca.
Aby uniknąć eskalacji konfliktu podjęto tajne rozmowy polsko-ukraińskie, aby powstrzymać kolejne zabójstwa kadry naukowej. Dzięki postawie Henryka Pohoskiego Walerego nie doszło do dalszego zaogniania sytuacji – stanął on skutecznie na pozycji rozjemcy i mediatora między OUN a Kedywem.
Po zabójstwie Bolesława Jałowego w październiku 1943 roku na Uniwersytecie zaszły zmiany. Miejsce dr Jałowego zajął dr Muczij, dyrektorem kliniki chirurgicznej został prof. Borys Andrijewśkyj, stanowisko dyrektora oddziału wewnętrznego zajął Karl Schultze, który po kilku wykładach zrezygnował z funkcji, zlecając prowadzenie zajęć lekarzom Hordynśkiemu (medycyna ogólna), Osinczukowi (propedeutyka medycyny) i Mychajłowi Mudremu.

## Literatura
- Гуцаленко Т. Ластовецький Андрій // Українська журналістика в іменах: Матеріали до енциклопедичного словника. / ред. М. Романюк. – Львів, 2003. – Вип. 10. – s.265-268
- Grzegorz Motyka, Rafał Wnuk – „Pany i Rezuny. Współpraca AK-WiN i UPA 1945–1947”, Warszawa 1997
- Енциклопедія українознавства, Lwów 1993, t. 4, s. 1258

## Podręczniki
- Andrzej Łastowiecki: Мертва природа. Підручник для V кляси вселюдних шкіл. Państwowe Wydawnictwo Książek Szkolnych we Lwowie, 1938, 144 str.
- Otto W. Gail: Fizyka na wesoło, przełożył dr Andrzej Łastowiecki Nakładem „Mathesis Polskiej” Warszawa 1936